# Pseudosinella superoculata
Pseudosinella superoculata is een springstaartensoort uit de familie van de Entomobryidae. De wetenschappelijke naam van de soort is voor het eerst geldig gepubliceerd in 1969 door Hermann Gisin (gestorven in 1967) en Maria Manuela da Gama. Deze troglobiet is in 1909-1910 aangetroffen in een grot in Torrelavega in de Spaanse provincie Cantabrië. Ze is 1,6 tot 2,3 mm lang en heeft 6+6 ogen.